# South Twin Peak
South Twin Peak is een van de twee bergtoppen die samen The Twins-massief vormen in de noordoosthoek van het Columbia-ijsveld in het nationaal park Jasper in de provincie Alberta in Canada. De andere, grotere piek is de North Twin Peak. De North Twin Peak is de derde hoogste piek in de Canadese Rocky Mountains, na Robson en Columbia.
Het massief werd The Twins (tweelingen) genoemd in 1898 door J. Norman Collie and Hugh M. Stutfield. Pas op 28 februari 1980 werd besloten de twee pieken elk een afzonderlijke naam te geven.
Naast de noordelijke en zuidelijke Twin, kent het massief ook nog een noordelijke subpiek die bekendstaat onder de naam Twins Tower. Deze is 3627 meter hoog en kreeg zijn naam in 1984.

## Routes
De normale route is een ski mountaineering klim op de oostelijke hellingen, waarbij er een overstap gemaakt worden naar de South Twin Peak, hoewel er een ijsbijl nodig is voor de oversteek over de nauwe verbindingsrand.